# Hagen Liebing
Hagen Friedrich Liebing (* 18. Februar 1961 in Berlin; † 25. September 2016 ebenda), Spitzname „The Incredible Hagen“, war ein deutscher Musiker und leitender Musikredakteur beim Berliner Stadtmagazin tip.

## Leben
Hagen Liebing spielte zunächst bei der Popgruppe Freundschaft, The Rubberbeats und The Nirvana Devils, bevor er 1986 zu den Ärzten stieß. Das erste gemeinsame Konzert war ein Benefizkonzert für Norbert Hähnel („den wahren Heino“) im Berliner Tempodrom. Im Gegensatz zu Rodrigo González und Hans „Sahnie“ Runge war er angestellter Bassist und kein Mitglied im eigentlichen Sinne. Daher war auf jeder Ärzte-CD, bei der er mitwirkte, der Vermerk „featuring The incredible Hagen“ zu finden. Farin Urlaub und Bela B hatten ihn bei seinem Einstieg vor die Wahl gestellt, entweder angestellt zu sein, was einen Festlohn bedeutete, oder komplett einzusteigen, was eine Gewinnbeteiligung, aber auch das Mittragen von Verlusten der Band bedeutet hätte. Da Liebing zu dieser Zeit noch studierte, entschied er sich für die Anstellung. 1988 lösten sich die Ärzte auf, und jeder ging seinen eigenen Weg. Bei der Wiedervereinigung der Band im Jahr 1993 war Liebing nicht mehr dabei; an seiner Stelle wurde Rodrigo González Mitglied der Band.
Während seiner Zeit als Bassist und Hintergrundsänger bei den Ärzten studierte er Medienwissenschaft. Liebing spielte 1997 noch ein Lied für das Ärzte-Tributealbum GötterDämmerung ein sowie im Rahmen des 2002er 15 Jahre netto-Konzertes der Ärzte das Lied 2000 Mädchen mit diesen zusammen. 2003 veröffentlichte er sein Buch The Incredible Hagen – Meine Jahre mit „Die Ärzte“. 2002 erschien eine Benefiz-Single für den Sportverein Tennis Borussia Berlin. Unter dem Label E-Blox und mit der Melodie des Liedes Blitzkrieg Bop von den Ramones wurde das Lied TeBe rockt! aufgenommen und als Vinyl gepresst. Die Band bestand aus Hagen Liebing, Holgi von den Towerblocks sowie Denis und Alex von cueball.
Von 2003 bis 2010 war Liebing für die Presse- und Öffentlichkeitsarbeit bei Tennis Borussia Berlin zuständig, 2010/11 war er Mitglied im Vorstand des Vereins.
Hagen Liebing lebte mit seiner Lebensgefährtin, der Radiojournalistin Anja Caspary, die er 1991 während der feierlichen Eröffnung des Hard Rock Cafes in der Berliner Meinekestraße kennengelernt hatte, und den beiden gemeinsamen Kindern in Berlin. Dort starb er am 25. September 2016 im Alter von 55 Jahren an einem Hirntumor.

## Schriften
- The Incredible Hagen – Meine Jahre mit „Die Ärzte“, Schwarzkopf & Schwarzkopf, Berlin 2003, ISBN 3-89602-426-4
- Endlich Buntes – 100 Prominente verjubeln ihr Begrüßungsgeld, Ullstein, Berlin 1999, ISBN 3-548-35909-4